# بیچکه
بیچکه (به مجاری: Bicske) در فِیِر در کشور مجارستان واقع شده است. جمعیت این شهر ۱۱٫۶۴۱ نفر است.